# Wolność jest w naturze

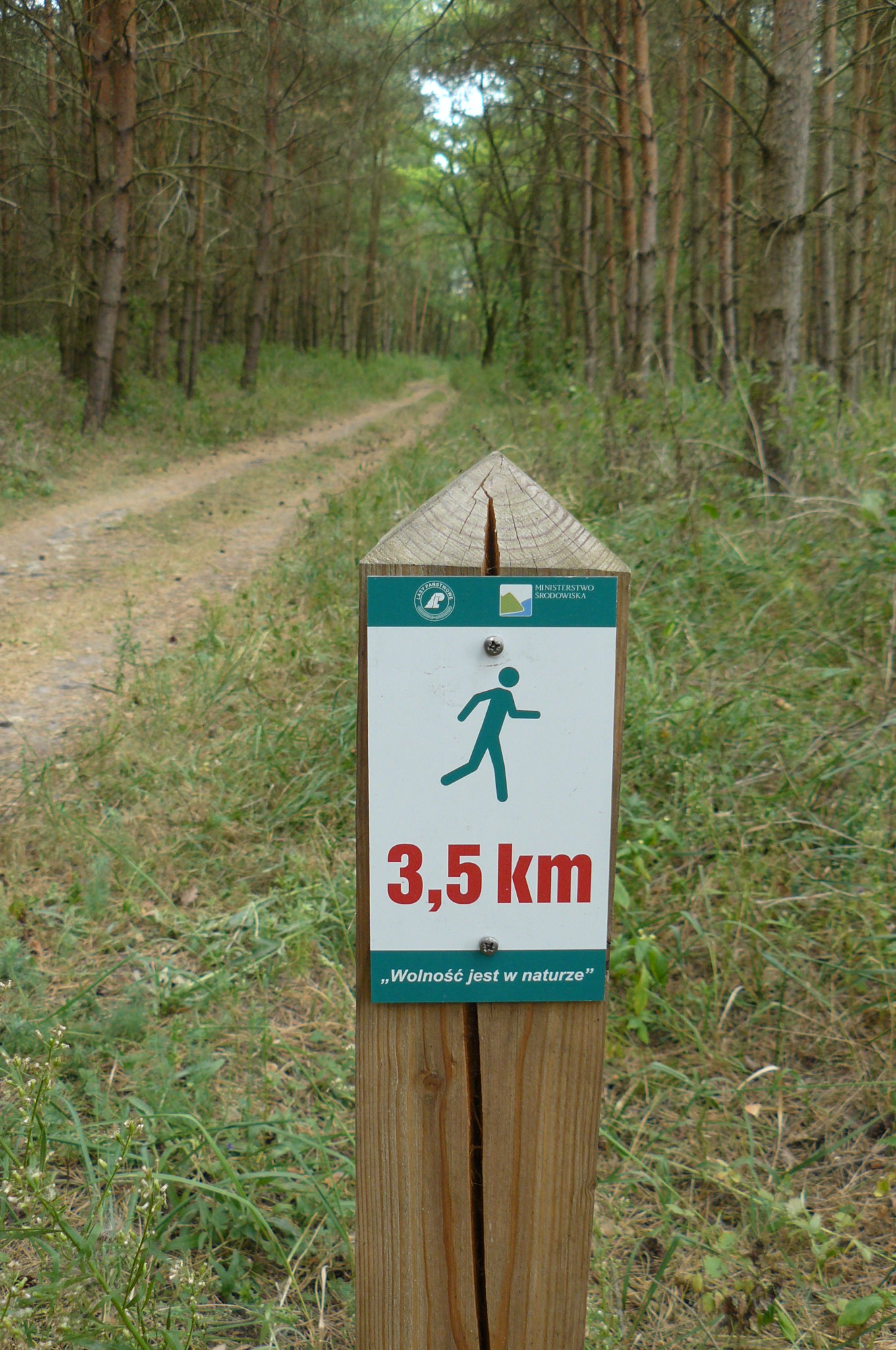
Ścieżka na terenie Łysego Młyna pod Poznaniem

Wolność jest w naturze – wspólna nazwa turystycznych ścieżek biegowych, wyznakowanych w różnych regionach Polski w 2014, celem uprzystępnienia lasów społeczeństwu.
Inicjatorami wyznakowania ścieżek było Ministerstwo Środowiska i Lasy Państwowe (17 regionalnych dyrekcji), a powodem – 25. rocznica odzyskania przez Polskę niepodległości w 1989, w związku z czym na terenie kraju wytyczono 25 takich ścieżek. Ścieżki z reguły zaczynają się przy parkingach leśnych i mają charakter okólny. Pomyślane zostały  zarówno dla spacerowiczów, jak również miłośników joggingu, jazdy na nartach biegowych czy zwolenników nordic walkingu. Rozgrywane są na nich masowe imprezy biegowe.